# Le Brigand amoureux
Pour plus de détails, voir Fiche technique et Distribution.
Le Brigand amoureux (titre original : The Kissing Bandit) est un film musical américain réalisé par László Benedek, sorti en 1948.

## Fiche technique
- Titre : Le Brigand amoureux
- Titre original : The Kissing Bandit
- Réalisation : László Benedek
- Scénario : John Briard Harding et Isobel Lennart
- Production : Joe Pasternak
- Société de production : Metro-Goldwyn-Mayer
- Photographie : Robert Surtees
- Montage : Adrienne Fazan
- Musique : Albert Sendrey et George Stoll (non crédités)
- Direction artistique : Randall Duell et Cedric Gibbons
- Décorateur de plateau : Jack D. Moore et Edwin B. Willis
- Costumes : Walter Plunkett
- Chorégraphe : Stanley Donen
- Pays de production : États-Unis
- Langue : anglais
- Format : Technicolor - 35 mm - 1,37:1 - Son : Mono (Western Electric Sound System)
- Genre : Film musical
- Durée : 100 minutes
- Dates de sortie :
  - États-Unis : 18 novembre 1948 (New York)
  - France : 6 juin 1951

## Distribution
- Frank Sinatra : Ricardo
- Kathryn Grayson : Teresa
- J. Carrol Naish : Chico
- Mildred Natwick : Isabella
- Mikhail Rasumny : Don Jose
- Billy Gilbert : Général Felipe Toro
- Sono Osato : Bianca
- Clinton Sundberg : Colonel Gomez
- Carleton G. Young : Comte Ricardo Belmonte
- Ricardo Montalban : Danseur
- Ann Miller : Danseuse
- Cyd Charisse : Danseuse
- Edna Skinner : Juanita
- Vicente Gómez : Guitariste mexicain
- Alex Montoya : Bandit